# Howie Dorough
Howard Dwaine Dorough (Orlando, 22 agosto 1973) è un cantautore, musicista e attore statunitense, conosciuto come Howie Dorough e Howie D; è membro del gruppo Backstreet Boys.

## Biografia

### Primi passi
Howie Dorough è nato a Orlando, Florida da madre portoricana, Paula Flores, e da padre di origini irlandesi, Hoke Dorough.
Howie ha sempre mostrato passione per gli spettacoli di intrattenimento da quando aveva tre anni, saltando sul letto del padre cantando con la sua piccola chitarra. All'età di 6 anni, cantava nel coro della chiesa e, grazie alla sorella, Dorough partecipò come attore e cantante ad una produzione ad Orlando de Il mago di Oz, con cui diede inizio alla sua carriera di intrattenitore. La madre lo portò a lezioni di canto e recitazione mentre partecipava a teatri per bambini e andava anche a lezioni di danza classica, tip-tap e jazz. Durante gli anni della scuola si esibiva nei cori e in talent show locali, tra cui uno show televisivo a tema scolastico dal titolo Macho & Camacho. Prese inoltre parte a film come Parenthood (1989) e Cop and Half (1993). Col nome d'arte Tony Donetti partecipò a Nickelodeon TV e a spot del Walt Disney World Resort di Orlando.
Terminate le superiori, sul finire del 1992 Dorough andò all'audizione indetta da Lou Pearlman per la creazione dei Backstreet Boys. Presentatosi col suo nome d'arte, Howie superò il provino ma le sue informazioni di contatto furono accidentalmente perse. Sei mesi dopo, fu rintracciato grazie all'amico e futuro collega AJ McLean e così insieme a AJ e Nick Carter prima e a Kevin Richardson e Brian Littrell poi, formarono la nuova boyband.

### Carriera
Howie e i suoi compagni diventarono gli idoli di milioni di fan in tutto il mondo tra gli anni 90 e Duemila e ad oggi sono la boyband col maggior record di vendite della storia della musica con 130 milioni di dischi venduti, vantando una carriera lunga 25 anni compiuti nel 2018 e dieci album in studio al 2019.
Howie è noto nel gruppo per i suoi falsetti che esegue durante i brani della band. Ma Howie è anche cantante principale in diverse canzoni dei Backstreet Boys, le più famose sono "Spanish Eyes" da Millennium, "My Heart Stays With You" b-side del singolo "I Want It That Way", e due tracce che scrisse lui stesso: "What Makes You Different (Makes You Beautiful)" e "How Did I Fall In Love With You" cantata con Brian Littrell (Black & Blue).
Howie è autore anche del testo di I Like It, brano contenuto nell'album d'esordio della cantante Mandy Moore. 

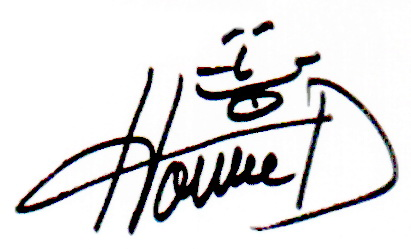
Firma di Howie Dorough

Il suo primo album da solista Back to Me uscì il 9 novembre in Giappone e il 15 novembre 2011 in tutto il mondo. Il 20 novembre è stato insieme ai Teen Angels, band argentina, il cantante di apertura al tour di Britney Spears, il Femme Fatale Tour in Sudafrica.
Nel 2012, co-scrisse i testi di alcune tracce dell'album In a World like This, e nel 2013, debuttò insieme ai suoi compagni come attore del grande schermo nel film This Is the End.

### Vita privata
Nel 1998, la sorella di Howie, Caroline Dorough-Cochran, morì di lupus. Dopo il triste avvenimento il fratello Howie decise di aprire una fondazione contro questa malattia: la Dorough Lupus Foundation, che mira alla sensibilizzazione e alla ricerca di cure, fornendo sussidi economici a chi non può permettersele.
Il 16 agosto 2007, rivelò la storia d'amore di lunga data con l'italo-americana Leighanne Boniello. I due si erano conosciuti nel 2000, durante una tappa dell'Into the Millennium Tour, dove Leighanne stava lavorando per la band come webmaster.
Si sposarono l'8 dicembre 2007 nella Chiesa di St. James a Orlando con rito cattolico. La coppia ha due figli.

## Discografia

### Album solista
- Back to Me (2011)
- Live from Toronto (2012)
- Which One Am I (2019)

#### Singoli
- 100 (2011)
- Lie to Me (2011)
- Going Going Gone (2012)
- No Hablo Español (2019)
- The Me I’m Meant To Be (2019)

### Versione tedesca
La versione tedesca dell'album, conteneva la canzone "Over and Under" come Bonus Track.

### Versione giapponese
La versione giapponese di Back To Me, ha come Bonus Track, il brano "If I Say" che vede la collaborazione di Yū Shirota.

### Versione giapponese Deluxe
il Giappone ha avuto anche una versione Deluxe che conteneva un DVD del dietro le quinte del singolo "100", il video musicale del singolo appena nominato e la registrazione dell'album.

## Filmografia

### Cinema
- Parenti, amici e tanti guai (Parenthood), regia di Ron Howard (1989)
- La mummia (The Mummy), regia di Stephen Sommers (1999)
- Constellation, regia di Jordan Walker-Pearlman (2005)
- Facciamola finita (This Is the End), regia di Seth Rogen e Evan Goldberg (2013)
- Dead 7, regia di Danny Roew (2016)

### Televisione
- Sabrina, vita da strega (Sabrina, the Teenage Witch) – serie TV, episodi 2x18 e 7x02 (1998-2002)
- Roswell – serie TV, episodi 1x22 (2000)
- Undateable – serie TV, episodi 3x12-3x13 (2015)

### Doppiatore
- Dora l'esploratrice (Dora the Explorer) – serie animata, episodi 2x15 e 3x25 (2002-2003)